# 浜中町 (名古屋市)
浜中町（はまなかちょう）は、愛知県名古屋市南区の地名。現行行政地名は浜中町1丁目から浜中町3丁目。住居表示未実施。

## 地理
名古屋市南区中央部に位置する。東は立脇町、南は弥次ヱ町、北は荒浜町に接する。

## 歴史

### 町名の由来
笠寺町の字浜中による。

### 沿革
- 1952年（昭和27年）5月1日 - 南区笠寺町・弥次ヱ町の各一部により、同区浜中町として成立する[1]。
- 1960年（昭和35年）3月20日 - 一部が東又兵ヱ町に編入される[1]。

### 町名の変遷
| 実施後 | 実施年月日   | 実施前（各町名ともその一部） |
| ------ | ------------ | ---------------------------- |
| 浜中町 | 1952年5月1日 | 笠寺町                       |
| 浜中町 | 1952年5月1日 | 弥次ヱ町                     |

## 世帯数と人口
2019年（平成31年）4月1日現在の世帯数と人口は以下の通りである。
| 町丁   | 世帯数 | 人口 |
| ------ | ------ | ---- |
| 浜中町 | 12世帯 | 29人 |

### 人口の変遷
国勢調査による人口および世帯数の推移。
| 1995年（平成7年）  | 9世帯 18人  |  |
| 2000年（平成12年） | 9世帯 33人  |  |
| 2005年（平成17年） | 9世帯 27人  |  |
| 2010年（平成22年） | 9世帯 29人  |  |
| 2015年（平成27年） | 9世帯 27人  |  |
| 2020年（令和2年）  | 10世帯 25人 |  |

## 学区
市立小・中学校に通う場合、学校等は以下の通りとなる。また、公立高等学校に通う場合の学区は以下の通りとなる。
| 丁目        | 番・番地等 | 小学校               | 中学校               | 高等学校 |
| ----------- | ---------- | -------------------- | -------------------- | -------- |
| 浜中町1丁目 | 全域       | 名古屋市立大生小学校 | 名古屋市立南光中学校 | 尾張学区 |
| 浜中町2丁目 | 全域       | 名古屋市立大生小学校 | 名古屋市立南光中学校 | 尾張学区 |
| 浜中町3丁目 | 全域       | 名古屋市立宝小学校   | 名古屋市立南光中学校 | 尾張学区 |

## 交通
- JR東海東海道本線笠寺駅[3]
- 名古屋臨海鉄道[3]

## 施設
- 名古屋市総合体育館[4]

## その他

### 日本郵便
- 郵便番号 : 457-0832[WEB 3]（集配局：名古屋南郵便局[WEB 14]）。

### WEB
1. 1 2  “愛知県名古屋市南区の町丁・字一覧”.   人口統計ラボ. 2017年10月7日閲覧。
2. 1 2  “町・丁目(大字)別、年齢(10歳階級)別公簿人口(全市・区別)”.   名古屋市 (2019年4月22日). 2019年4月23日閲覧。
3. 1 2  “郵便番号”.  日本郵便. 2019年3月17日閲覧。
4. ↑  “市外局番の一覧”.   総務省. 2019年1月6日閲覧。
5. ↑  名古屋市役所市民経済局地域振興部住民課町名表示係 (2015年10月21日). “南区の町名一覧”.   名古屋市. 2017年10月7日閲覧。
6. ↑  総務省統計局 (2014年3月28日). “平成7年国勢調査の調査結果(e-Stat) - 男女別人口及び世帯数 －町丁・字等” (CSV). 2021年7月20日閲覧。
7. ↑  総務省統計局 (2014年5月30日). “平成12年国勢調査の調査結果(e-Stat) - 男女別人口及び世帯数 －町丁・字等” (CSV). 2021年7月20日閲覧。
8. ↑  総務省統計局 (2014年6月27日). “平成17年国勢調査の調査結果(e-Stat) - 男女別人口及び世帯数 －町丁・字等” (CSV). 2021年7月21日閲覧。
9. ↑  総務省統計局 (2012年1月20日). “平成22年国勢調査の調査結果(e-Stat) - 男女別人口及び世帯数 －町丁・字等” (CSV). 2021年7月21日閲覧。
10. ↑  総務省統計局 (2017年1月27日). “平成27年国勢調査の調査結果(e-Stat) - 男女別人口及び世帯数 －町丁・字等” (CSV). 2021年7月21日閲覧。
11. ↑  総務省統計局 (2022年2月10日). “令和2年国勢調査の調査結果(e-Stat) - 男女別人口，外国人人口及び世帯数－町丁・字等” (CSV). 2023年8月2日閲覧。
12. ↑  “市立小・中学校の通学区域一覧”.   名古屋市 (2018年11月10日). 2019年1月14日閲覧。
13. ↑  “平成29年度以降の愛知県公立高等学校（全日制課程）入学者選抜における通学区域並びに群及びグループ分け案について”.   愛知県教育委員会 (2015年2月16日). 2019年1月14日閲覧。
14. ↑  “郵便番号簿 2018年度版” (PDF).   日本郵便. 2019年4月23日閲覧。

### 文献
1. 1 2 3  名古屋市計画局 1992, p. 853.
2. 1 2  「角川日本地名大辞典」編纂委員会 1989, p. 1544.
3. 1 2 3  名古屋市計画局 1992, p. 581.
4. ↑  名古屋市計画局 1992, p. 582.